# El Rosario, Guanajuato
El Rosario är en ort i Mexiko.   Den ligger i kommunen Jerécuaro och delstaten Guanajuato, i den centrala delen av landet, 160 km nordväst om huvudstaden Mexico City. El Rosario ligger 2 422 meter över havet och antalet invånare är 178.
Terrängen runt El Rosario är kuperad åt nordväst, men åt sydost är den platt. Runt El Rosario är det ganska glesbefolkat, med 47 invånare per kvadratkilometer. Närmaste större samhälle är Huimilpan, 14,4 km nordost om El Rosario. I omgivningarna runt El Rosario växer huvudsakligen savannskog.